# Proteazy serynowe
Proteazy serynowe (EC 3.4.21) – podpodklasa enzymów, należąca do klasy hydrolaz i podklasy proteaz. Katalizują selektywnie hydrolizę wiązania peptydowego. Grupą reaktywną jest grupa hydroksylowa (-OH).
Do proteaz serynowych należą m.in. chymotrypsyna, trypsyna, trombina. Białka enzymatyczne tego rodzaju zawierają w centrum aktywnym serynę i histydynę będące dawcą ładunku dodatniego.

Mechanizm działania proteazy serynowej na przykładzie chymotrypsyny. Znajdujące się w centrum aktywnym reszty aminokwasowe seryny, histydyny i kwasu asparaginowego zaznaczono kolorem czarnym, a fragment cząsteczki hydrolizowanego białka kolorem czerwonym.

Wiele białek uczestniczących w hemostazie należy do tej grupy.